# Expédition Bellingshausen

Trajet de Bellingshausen.

L’expédition Bellingshausen-Lazarev était une expédition russe d'exploration dans l'océan Austral. Elle fut dirigée entre 1819 et 1821 par l'amiral Fabian Gottlieb von Bellingshausen, accompagné par Mikhaïl Lazarev, sur les navires Vostok et Mirnyi en soutien.
Le 5 septembre 1819, au départ de Portsmouth, il navigue à destination de la Géorgie du Sud, puis le 26 janvier 1820, il est le premier explorateur après James Cook à franchir le cercle polaire antarctique. 
L'expédition découvre les terres continentales de l'Antarctique mais les coordonnées qu'elle rapporte sont loin de la côte de l'Antarctique[réf. nécessaire]. Dans le même temps, Edward Bransfield, un officier britannique de la Royal Navy, et Nathaniel Palmer, un navigateur américain, revendiquent également cette découverte[réf. souhaitée].